# Lemsdorf
Lemsdorf (gesprochen [ˈlɛmsdɔʁf]) ist mit 1,3257 km² nach Kannenstieg der flächenmäßig zweitkleinste Stadtteil Magdeburgs, der Landeshauptstadt von Sachsen-Anhalt, und hat 2.180 Einwohner (Stand 31. Dezember 2021).

## Geografie

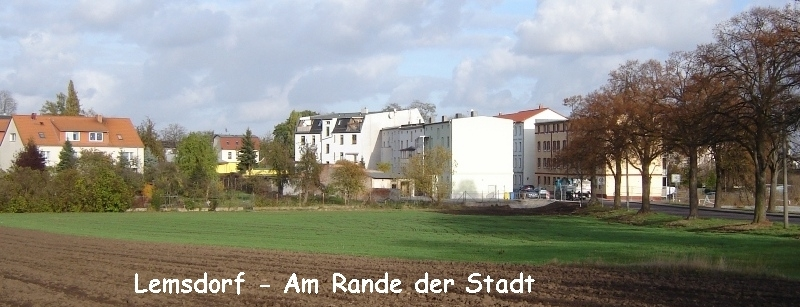
Lemsdorf von Süden

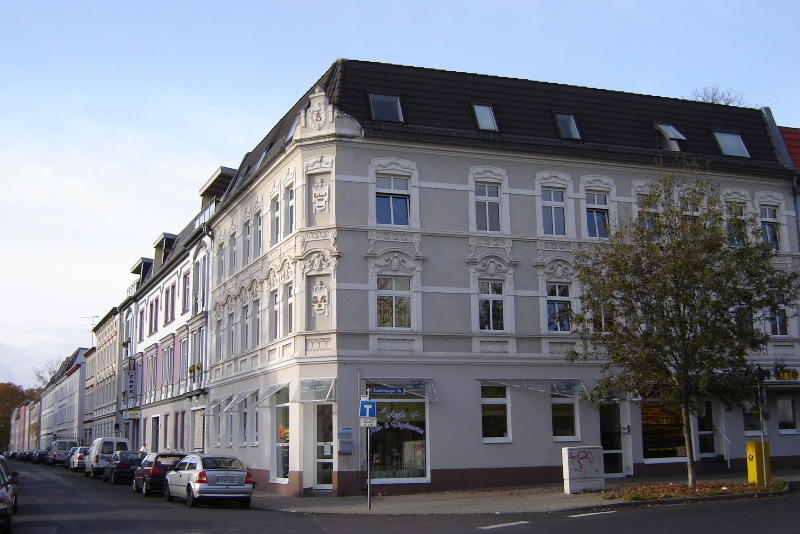
Neinstedter Straße

Lemsdorf liegt im südwestlichen Teil Magdeburgs, fünf Kilometer vom Stadtzentrum entfernt am Südhang der westlich gelegenen Hängels- und Junkerberge, auf einer Höhe zwischen 60 und 70 Metern über dem Meeresspiegel. Der Magdeburger Ring (Bundesstraße 71) bildet im Wesentlichen die Grenze nach Osten, wo sich der Stadtteil Reform anschließt. Ottersleben begrenzt Lemsdorf sowohl im Süden als auch im Westen, und nordwestlich liegt der Stadtteil Sudenburg.
Der Klinke-Bach umfließt Lemsdorf südlich und östlich, in der Nähe der Inselstraße mündet der Eulebach in die Klinke. An der Südgrenze verläuft der Sebastiansgraben.
Abgesehen von dem Straßenzug Harzburger und Neinstedter Straße, wo mehrstöckige Mietshäuser stehen, entspricht die Bebauung vorwiegend dem Charakter einer kleinteiligen Vorortsiedlung. Nach Westen hin, wo bereits der Landschaftsraum der Magdeburger Börde beginnt, geht der Stadtteil in landwirtschaftliche Nutzung über. Lemsdorf ist nicht an das Magdeburger Straßenbahnnetz angeschlossen, der öffentliche Nahverkehr wird durch zwei Buslinien abgewickelt.

## Geschichte
Als „Liemuntestorf“ erfolgte am 21. September 937 die erstmalige urkundliche Erwähnung im Zusammenhang mit der Zuweisung des Ortes an das Magdeburger Moritzkloster durch Otto I. Die Ortsbezeichnung ist offensichtlich von dem altsächsischen Personennamen Liamund abgeleitet, und die Endung -torp lässt auf eine germanische Ortsgründung schließen, die bis in das 7. Jahrhundert zurückreichen könnte. Nach der 968 erfolgten Gründung des Magdeburger Erzstiftes und von Kloster Berge waren an beide Abgaben zu entrichten.
Vermutlich schon im 13. Jahrhundert besaß Lemsdorf eine etwa 120 m² große aus Feldsteinen errichtete Kirche mit einem dickwandigen Turm. Sie war dem Heiligen Sebastian geweiht und unterstand als Filial der Mutterkirche St. Stephani in Groß Ottersleben. Mit der geistlichen Betreuung Lemsdorfs war Anfang des 14. Jahrhunderts ein Benediktinermönch beauftragt. Für einige Zeit befand sich der Ort unter der Hoheit der Grafschaft Billingshoch, die bis 1316 andauerte. Anschließend kam das Dorf an den Hildesheimer Domherren Heinrich von Barby. 1427 war Lemsdorf wieder dem Kloster Berge abgabenpflichtig.
Lemsdorf lag abseits wichtiger Handelswege, lediglich der „Königsweg“ führte in einiger Entfernung westlich am Ort vorbei. Seine Entwicklung vollzog sich sehr langsam, und vom Mittelalter an waren die Strukturen landwirtschaftlich geprägt. Seit dem 12. Jahrhundert befand sich hier ein Schäfereihof der Magdeburger Dompropstei. Zum Ende des 17. Jahrhunderts waren 13 Landwirte und ein Wassermüller ansässig. 1822 ließ der in Lemsdorf wirtschaftende Gutsbesitzer Köhne in der Harzburger Straße einen großen Gutshof in Form einer Vierseitenhofanlage errichten.
Zwischen 1349 und 1683 wurden die Lemsdorfer Einwohner vierzehnmal von Pestepidemien getroffen. Auch von den kriegerischen Auseinandersetzungen des 16. und 17. Jahrhunderts blieb Lemsdorf nicht verschont. Als im Zusammenhang mit der Durchsetzung der Reichsacht gegen Magdeburg die Stadt belagert wurde, schlug Herzog Georg zu Mecklenburg am 25. Januar 1551 sein Heerlager bei Lemsdorf auf. Der Dreißigjährige Krieg traf den Ort schwer. 1625 legten die kaiserlichen Truppen das Dorf in Schutt und Asche. Die wenigen noch verbliebenen Einwohner wurden 1632 von den Truppen Tillys vertrieben. Anschließend entwickelte sich die Einwohnerzahl in Lemsdorf zunächst nur langsam, 1684: ~80, 1781: 113, 1840: 292. 1750 wurde in Lemsdorf erstmals unter kirchlicher Obhut eine Schule eingerichtet, das Schulgebäude brannte allerdings 1774 wieder ab. Der Wiederaufbau kostete 620 Taler und brachte die Kirchengemeinde in erhebliche Schuldenlast. 1780 mussten auf Befehl des preußischen Königs Friedrich II. Maulbeerbäume angepflanzt werden, da Preußen durch die Aufzucht von Seidenraupen unabhängig vom Seidenimport aus China werden wollte. Die Aktion hatte jedoch wegen der schlechten klimatischen Bedingungen keinen Erfolg.
Nach der Niederlage Preußens gegen Napoleon I. kam Lemsdorf 1807 unter französische Herrschaft und gehörte bis 1814 zum Königreich Westphalen des Napoleonbruders Jérome. Während dieser Zeit wurden die Lemsdorfer Häuser erstmals mit Nummern versehen, wobei die Gehöfte des Gutsbesitzers Köhne die Nummern 1 und 2 erhielten. Im Zuge der Befreiungskriege wurden die Lemsdorfer Einwohner im August 1813 von der französischen Besatzung gezwungen, vor dem Ort Schanzen auszuheben. Als nach dem Krieg in Preußen 1815 eine Gebietsreform durchgeführt wurde, kam Lemsdorf zum Kreis Wanzleben und wurde mit Klein Ottersleben zu einem Amtsbezirk zusammengelegt.
Im vom Botaniker Paul Ascherson erarbeiteten und 1864 herausgegebenen Werk über die Flora Magdeburgs wird auch die damalige Landschaft um Lemsdorf und dort vorkommende Pflanzen erwähnt. So wurde das Vorkommen von Feld-Kresse und Haar-Pfriemengras an einem Hohlweg nördlich von Lemsdorf und der Echten Nachtnelke am Weg von Sudenburg nach Lemsdorf beschrieben. Sumpf-Ampfer wurde an der Klinke bei Lemsdorf gefunden. In der Klinke und "im Teich" kam der Sumpf-Teichfaden vor. Der zuvor bei Lemsdorf noch gefundene Stängellose Targant war zu dieser Zeit bereits verschwunden.
Im Zuge des Weiteren Ausbaus der Festung Magdeburg wurde um 1870 in Lemsdorf das so genannte Fort IIa gebaut.
Der Bau der neuen Landstraße zwischen Sudenburg und Groß Ottersleben abseits von Lemsdorf 1890 wirkte sich zunächst negativ aus, da nun die direkten Verbindungen zu den Nachbarorten gekappt waren. Nachdem Ende des 19. Jahrhunderts die Festungseinschränkungen für Magdeburg aufgehoben wurden, rückte die Stadt immer näher an Lemsdorf heran, zahlreiche Lemsdorfer hatten in Magdeburg Arbeit gefunden. Innerhalb von fünfzig Jahren steigerte sich die Einwohnerzahl von etwa 300 auf 811 im Jahre 1900. So war offenbar auch die alte Kirche zu klein geworden, denn im November 1887 wurde sie von Magdeburger Pionieren gesprengt. Am 16. August 1889 wurde der Grundstein für eine neue Kirche gelegt und am 9. November 1890 erfolgte die Einweihung. Die immer noch kirchlich verwaltete Schule Lemsdorfs wurde 1906 in die Trägerschaft der Kommune überführt.
Im Zuge der Stadterweiterung Magdeburgs wurde Lemsdorf am 1. April 1910 eingemeindet. Zuvor hatte es einen jahrelangen Widerstand einflussreicher Lemsdorfer Großbauern gegeben, denen mit dem Anschluss an Magdeburg der Verlust ihres Hofschlachteprivilegs drohte. Erst nach der Zusage, dass das Privileg zehn Jahre weiter gelten würde und es Verbesserungen bei der Strom- und Wasserversorgung sowie beim Straßenbau geben würde, wurde der Widerstand aufgegeben. Zum Zeitpunkt der Eingemeindung hatte Lemsdorf bereits 3.277 Einwohner. Da nur noch 19 Einwohner in der Landwirtschaft beschäftigt waren, wurde die landwirtschaftlich Prägung des Ortes zugunsten einer Wohnsiedlung immer mehr zurückgedrängt, es entstanden zahlreiche mehrstöckige Mietshäuser. Einige Straßennamen wurden geändert:
- Krugstraße wurde zur Quedlinburger Straße
- Sudenburger Weg wurde zur Blankenburger Straße
- Otterslebener Weg wurde zur Ballenstedter Straße

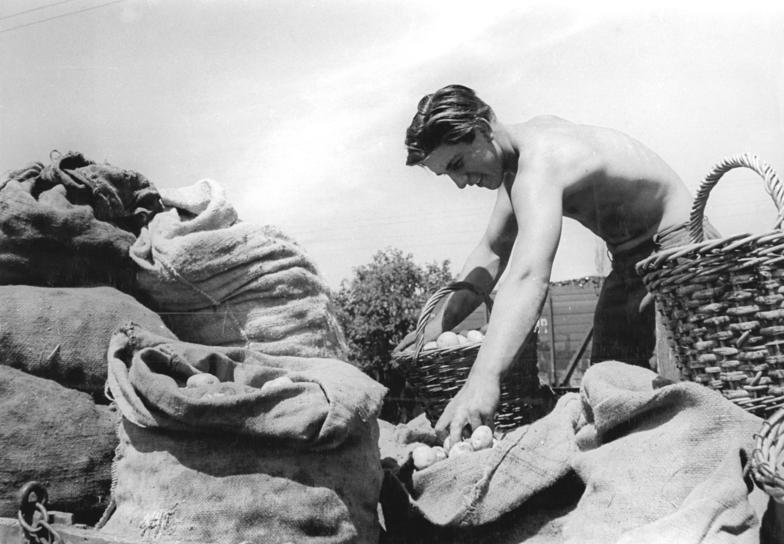
Der Lemsdorfer Bauer Völcke 1958 bei der Kartoffelernte

Nach dem Ersten Weltkrieg wurde Lemsdorf als erster Standort in Magdeburg für den von der Reichsregierung geförderten Wohnungsbau für Arbeitslose ausgewiesen. Mit eigenen Arbeitsleistungen der künftigen Bewohner entstand 1932 im Süden des Stadtteils die Siedlung Kreuzbreite. Es wurden 25 Doppelhäuser mit 50-m²-großen Wohnungen errichtet. Im Rahmen des nationalsozialistischen Wohnungsbauprogramms wurde 1938 die GAGFAH-Siedlung („Gemeinnützige Aktiengesellschaft für Angestellten-Heimstätten“) mit 29 zweigeschossigen Wohnblocks gebaut, die mit 314 so genannten Volkswohnungen mit geringem Standard ausgestattet wurden. Damit war Lemsdorf 1939 auf 6.002 Einwohner angewachsen. 1942 wurde in der Straße Akazienbusch ein Kriegsgefangenenlager eingerichtet. Die Bombengriffe auf Magdeburg in den Jahren 1944 und 1945 richteten in Lemsdorf keine Schäden an.
Eher zum Schaden des Ortsbildes wurde in den 1990er Jahren die alte Schule abgerissen und durch einen Monumentalbau für ein Handwerkerausbildungszentrum ersetzt. Der nach 1990 ungenutzte Köhnehof wurde dem Verfall preisgegeben und schließlich 2004 abgerissen. Etliche nahezu völlig leerstehende Straßenzüge wirken sich ebenfalls negativ auf das Erscheinungsbild von Lemsdorf aus. Im Jahr 2007 wurde das älteste erhalten gebliebene Haus Lemsdorfs, Im Winkel 2, zwecks Erweiterung eines Gewerbes abgerissen.

## Wirtschaft und Kommunalpolitik
In Lemsdorf bestanden im Jahr 2000 84 Kleinunternehmen und 27 Handwerksbetriebe. Für die ärztliche Versorgung standen zu diesem Zeitpunkt drei niedergelassene Ärzte und ein Zahnarzt zur Verfügung. Der Stadtteil verfügt heute weder über eine Post- noch eine Sparkassenfiliale. Die Grund- und Sekundarschule wurde ebenfalls geschlossen.
Da ein Antrag der Ratsfraktion der Grünen-Partei im Magdeburger Stadtrat zur Errichtung von Ortschaftsräten für die Magdeburger Stadtteile scheiterte, gibt es für Lemsdorf keine kommunalpolitische Vertretung. Das Ergebnis zu den Wahlen zum Magdeburger Stadtrat sah für Lemsdorf in den vergangenen Jahren wie folgt aus:

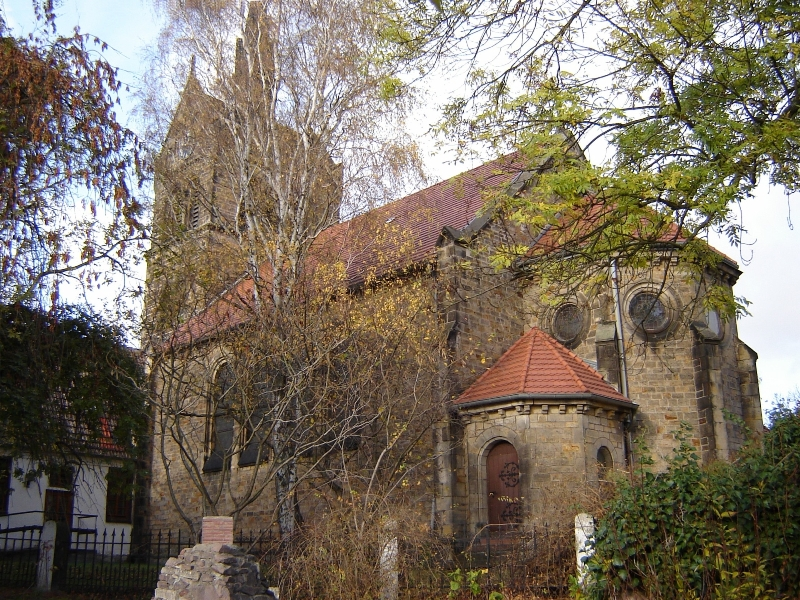
Sebastiankirche

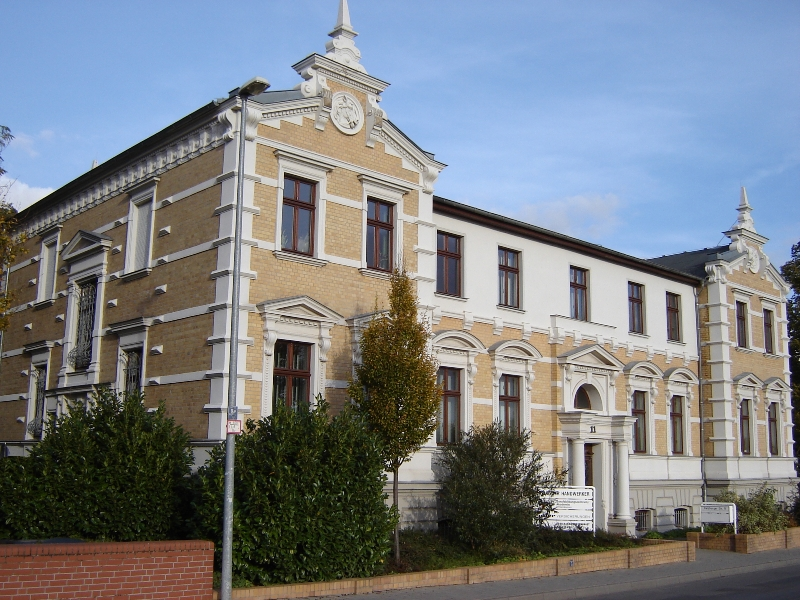
Köhne-Villa

|      | SPD    | CDU    | PDS    | Grüne | FDP    | FWG   | future!   |                  |
| ---- | ------ | ------ | ------ | ----- | ------ | ----- | --------- | ---------------- |
| 1994 | 44,1 % | 24,3 % | 16,3 % | 9,1 % | 3,1 %  | 3,1 % | –         |                  |
| 1999 | 27,9 % | 41,1 % | 15,8 % | 3,7 % | 3,1 %  | 4,1 % | ? (fehlt) |                  |
| 2004 | 21,6 % | 27,2 % | 27,2 % | 4,9 % | 10,7 % | –     | 5,3 %     | (ohne Briefwahl) |

## Besondere Bauwerke
Die im Stadtteil vorhandenen Kulturdenkmale sind im örtlichen Denkmalverzeichnis aufgeführt.
Die 1890 im neoromanischen Stil erbaute evangelische St.-Sebastian-Kirche liegt im Zentrum des Stadtteils.
In der Harzburger Straße steht mit der Köhne-Villa eines der auffälligsten Gebäude Lemsdorfs. Sie wurde 1886 im Auftrage des Gutsbesitzers Köhne nach Plänen des Zimmermeisters Ketzer im Gründerzeit-Stil errichtet. Das Gebäude ist zweistöckig und hat einen H-förmigen Grundriss. Für die Fassaden wurden gelbe Ziegelsteine verwendet. Die unteren Fenster sind mit dreieckigen oder halbrunden Überdachungen versehen, und die Seitenflügel sind mit verzierten Giebeln geschmückt, an denen jeweils ein Medaillon mit einem plastischen Pferdekopf angebracht wurde. Das Eingangsportal wird von zwei Säulen eingerahmt. Hinter der Villa schließt sich ein kleiner Park an.

## Persönlichkeiten
- Albert Fischer (* 18. April 1829 in Ziesar; † 27. April 1896 in Lemsdorf), Theologe und Hymnologe